# 小行星161715
小行星161715（161715 Wenchuan）是太阳系的小行星之一，位于小行星带。
小行星161715于2006年6月23日由叶泉志和杨庭彰在鹿林天文台发现。叶泉志向国际天文联合会申请用“汶川”为其命名，以悼念在2008年5月12日汶川大地震中的罹难者。2008年6月18日，国际天文联合会在小行星公报第63174号中公布了将小行星161715命名为汶川小行星的决定。

## 内部连接
- 汶川大地震
- 小行星列表/161001–162000